# Acaiatuca denudata
Acaiatuca denudata är en skalbaggsart som beskrevs av Maria Helena M. Galileo och Martins 2001. Acaiatuca denudata ingår i släktet Acaiatuca och familjen långhorningar. Inga underarter finns listade i Catalogue of Life.